# Tyt Vojnarovskyj
Tyt Vojnarovskyj, cyrilicí Тит Войнаровський (16. února 1856 Ljacke-Šljachecke – 22. února 1938 Lvov), byl rakouský řeckokatolický duchovní, národohospodář a politik ukrajinské (rusínské) národnosti z Haliče, na počátku 20. století poslanec Říšské rady.

## Biografie
V roce 1878 absolvoval lvovský kněžský seminář. V lednu 1881 byl vysvěcen na kněze. Působil jako řeckokatolický duchovní. Byl kustodem lvovské řeckokatolické kapituly a administrátorem metropolitních statků. Podílel se na zemědělských a pozemkových reformách. Politicky patřil k Ukrajinské národně demokratické straně. V 90. letech 19. století byl náměstkem maršálka okresu Kolomyja. Vydával národohospodářské studie a periodika.
Působil také coby poslanec Říšské rady (celostátního parlamentu Předlitavska), kam usedl ve volbách do Říšské rady roku 1907, konaných poprvé podle všeobecného a rovného volebního práva. Byl zvolen za obvod Halič 56. Po volbách roku 1907 byl na Říšské radě členem Rusínského klubu.